# Eyüpspor
 (octobre 2023).
Si vous disposez d'ouvrages ou d'articles de référence ou si vous connaissez des sites web de qualité traitant du thème abordé ici, merci de compléter l'article en donnant les références utiles à sa vérifiabilité et en les liant à la section « Notes et références ».
Eyüpspor est un club turc professionnel situé dans le district de Eyüp à Istanbul. Les couleurs du club sont le jaune et le violet. Son stade a une capacité de 2500 places.

## Palmarès
| Compétitions nationales | Compétitions internationales |
| - Championnat de Turquie de football de D2 (1) - Champions : 2023-2024 - Championnat de Turquie de football de D3 (1) - Champions : 2020-2021 |                              |
| Compétitions nationales disparues | Tournois saisonniers         |
| |                              |

## Joueurs

### Effectif professionnel actuel
Le tableau liste l'effectif professionnel de l'Eyüpspor pour la saison 2024-2025.
En grisé, les sélections de joueurs internationaux chez les jeunes mais n'ayant jamais été appelés aux échelons supérieurs une fois l'âge-limite dépassé ou les joueurs ayant pris leur retraite internationale.